# VANOS

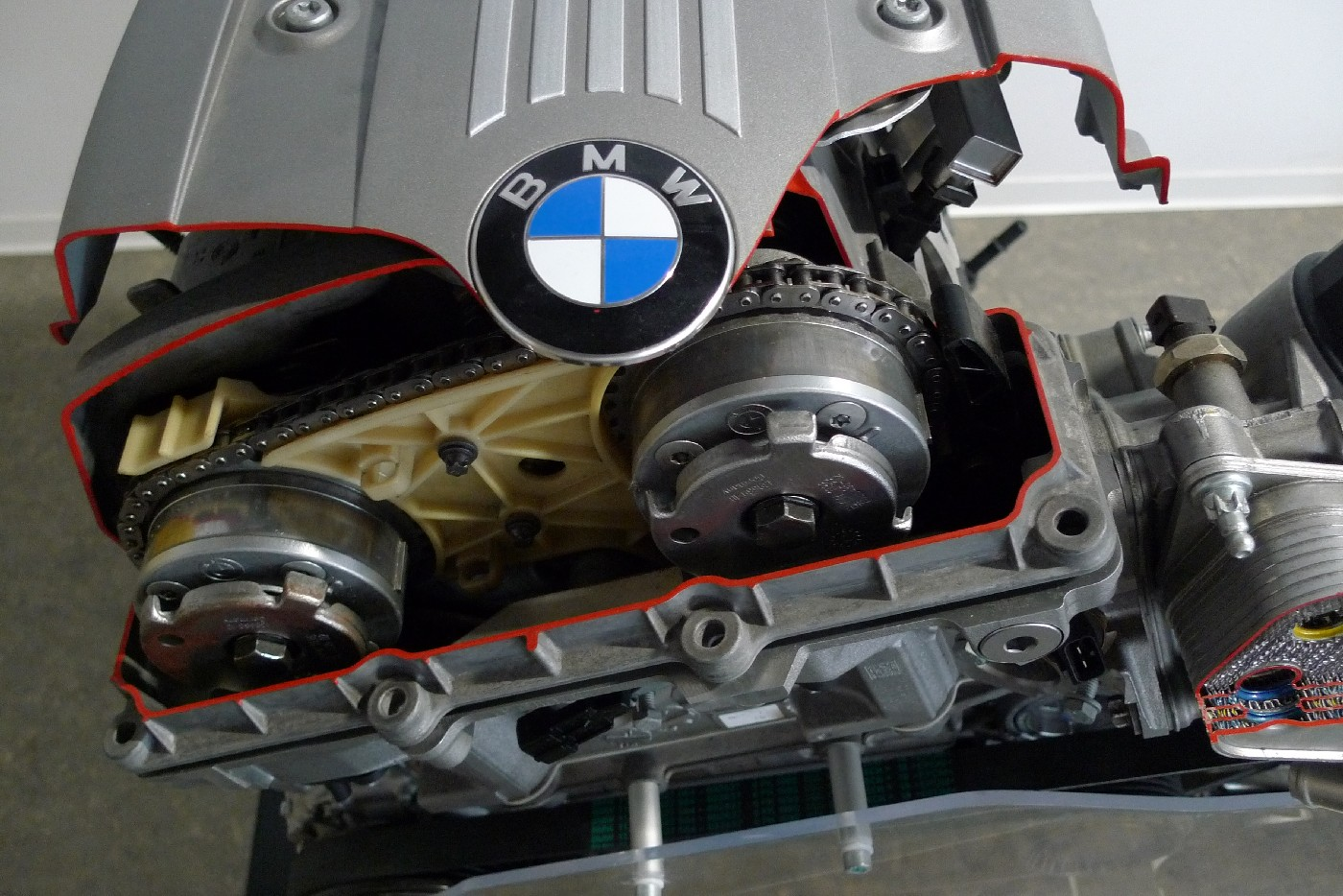
BMW N52 엔진의 흡기 및 배기 캠축에 있는 VANOS 장치

VANOS는 BMW에서 1992년부터 생산 중인  가솔린 엔진 차량에 사용하고 있는 가변 밸브 타이밍 시스템이다.

## 같이 보기
- 밸브트로닉